# Президеншел-Лейкс-Естейтс (Нью-Джерсі)
Президеншел-Лейкс-Естейтс (англ. Presidential Lakes Estates) — переписна місцевість (CDP) в США, в окрузі Берлінгтон штату Нью-Джерсі. Населення — 2353 особи (2020).

## Географія
Президеншел-Лейкс-Естейтс розташований за координатами 39°54′54″ пн. ш. 74°33′49″ зх. д. / 39.91500° пн. ш. 74.56361° зх. д. (39.914955, -74.563509).  За даними Бюро перепису населення США в 2010 році переписна місцевість мала площу 2,81 км², з яких 2,75 км² — суходіл та 0,05 км² — водойми.

## Демографія
Згідно з переписом 2010 року, у переписній місцевості мешкало 2365 осіб у 772 домогосподарствах у складі 642 родин. Густота населення становила 842 особи/км².  Було 819 помешкань (292/км²).
Расовий склад населення:
| - 78,1 % — білих - 13,1 % — чорних або афроамериканців - 2,4 % — азіатів - 0,3 % — корінних американців - 0,1 % — вихідців з тихоокеанських островів - 1,6 % — осіб інших рас |

До двох чи більше рас належало 4,4 %. Частка іспаномовних становила 9,2 % від усіх жителів.
За віковим діапазоном населення розподілялося таким чином: 24,9 % — особи молодші 18 років, 67,1 % — особи у віці 18—64 років, 8,0 % — особи у віці 65 років та старші. Медіана віку мешканця становила 36,5 року. На 100 осіб жіночої статі у переписній місцевості припадало 102,0 чоловіків;  на 100 жінок у віці від 18 років та старших — 104,0 чоловіків також старших 18 років.
Середній дохід на одне домашнє господарство  становив 83 995 доларів США (медіана — 73 880), а середній дохід на одну сім'ю — 92 345 доларів (медіана — 85 536). Медіана доходів становила 62 266 доларів для чоловіків та 52 083 долари для жінок. За межею бідності перебувало 15,2 % осіб, у тому числі 31,4 % дітей у віці до 18 років та 9,9 % осіб у віці 65 років та старших.
Цивільне працевлаштоване населення становило 915 осіб. Основні галузі зайнятості: освіта, охорона здоров'я та соціальна допомога — 27,4 %, публічна адміністрація — 17,5 %, роздрібна торгівля — 10,7 %, виробництво — 6,4 %.